# Pardosa jergeniensis
Pardosa jergeniensis este o specie de păianjeni din genul Pardosa, familia Lycosidae, descrisă de Ponomarev, 1979. Conform Catalogue of Life specia Pardosa jergeniensis nu are subspecii cunoscute.